# Indennità di disoccupazione ordinaria
La indennità di disoccupazione ordinaria è un tipo di indennità di disoccupazione prevista dal diritto del lavoro.
Generalmente spetta ai lavoratori che si trovino senza lavoro per licenziamento, termine del contratto di lavoro o sospensione dell'attività lavorativa lavoro.

## Nel mondo

### Germania
Il sussidio di disoccupazione aveva una durata complessiva di tre anni. Dopo un primo anno con l'Arbeitslosengeld (AG1), il sussidio subiva una prima riduzione di un anno (AG2), fino ad un ammontare di circa 700 euro al mese per il terzo anno (Sozialhilfe o aiuto sociale). A partire dal 2001, dopo la riforma del Governo Schroeder, il sussidio di disoccupazione è stato ridotto ad un anno, rinnovabile per un secondo a date condizioni.
Il sussidio è erogato da centri per l'impiego, e viene annullato se il disoccupato non accetta il lavoro che gli può essere proposto ogni due mesi. i tratta di impieghi non soggetti al salario minimo, in genere per 15 ore settimanali, pagati intorno ai 400 euro mensili, importo nei rapporti di lavoro che è esente da tasse, contributi pensionistici e copertura antinfortunistica.

### Italia

#### Storia
Il primo schema di assicurazione obbligatoria e mutualistica contro la disoccupazione involontaria in favore dei lavoratori venne introdotto in Italia con il Regio Decreto-Legge n. 2214 del 1919, conv. da Legge n. 473 del 1925. Con questa norma l'Italia fu il secondo paese europeo ad istituire una tutela di tipo assicurativo-mutualistico obbligatoria contro la disoccupazione involontaria. Il primo paese fu invece il Regno Unito di Gran Bretagna e Irlanda il quale istituì la sua assicurazione obbligatoria contro la disoccupazione nel 1911. 
In un primo momento l'assicurazione obbligatoria contro la disoccupazione era amministrata dagli stessi organi che gestivano i servizi pubblici di collocamento e avviamento al lavoro. Essi si articolavano in una Commissione centrale per il collocamento e la disoccupazione, in una Giunta esecutiva centrale per il collocamento e la disoccupazione e nelle Giunte provinciali per il collocamento e la disoccupazione; queste istituzioni erano formate da rappresentanti dei datori di lavoro, rappresentanti dei prestatori di lavoro e delle pubbliche amministrazioni del Regno e/o provinciali. La legge consentiva al Governo del Re d'Italia l'istituzione di gestioni separate per le varie categorie professionali o locali e di ammettere alla tutela delle giunte per il collocamento e la disoccupazione le assicurazioni mutue contro la disoccupazione già istituite precedentemente all'entrata in vigore del Regio Decreto-Legge n. 2214 del 1919 in virtù di accordi tra imprese e lavoratori. 
Il Regio Decreto n. 3158 del 1923 separò invece i servizi di collocamento dalla gestione dell'associazione obbligatoria contro la disoccupazione, affidando quest'ultima alla Cassa Nazionale delle Assicurazioni Sociali (CNAS) la quale gestiva anche l'assicurazione di vecchiaia e invalidità e, dal 1927, anche la nuova assicurazione obbligatoria contro la tubercolosi. 
Il Regio Decreto-Legge n. 1827 del 1935, conv. da Legge n. 1155 del 1936 riordinò la disciplina delle assicurazioni sociali e abolì la Cassa Nazionale di Maternità affidando la gestione dell'assicurazione di maternità per le lavoratrici alla CNAS. Anche il Regio Decreto-Legge n. 636 del 1939, conv. da Legge n. 1272 del 1939 ritoccò la normativa dell'assicurazione contro la disoccupazione involontaria e altre assicurazioni sociali.                                              Il primo importante intervento legislativo successivo al periodo fascista fu invece la Legge n. 264 del 1949 sull'avviamento al lavoro e la disoccupazione involontaria. 
Negli anni la Cassa Nazionale delle Assicurazioni Sociali cambiò nome in Istituto Nazionale Fascista della Previdenza Sociale e infine in Istituto Nazionale della Previdenza Sociale (INPS). 

#### Normativa
- La prima cosa da fare per avviare la pratica di disoccupazione è rivolgersi al Centro per l'impiego della propria città e reiscriversi nella lista dei disoccupati dando quindi la disponibilità immediata ad un altro eventuale lavoro.
- Successivamente occorre la compilazione del modello DS21 e degli eventuali allegati. Questo modello comunque è reperibile dal sito dell'INPS.
- La domanda corredata del modello MV10 per le detrazioni va presentata all'INPS entro 68 giorni dalla data del licenziamento. La prestazione inizia a decorrere:
- dall'8º giorno dal licenziamento se la domanda è stata presentata entro i primi 7 giorni;
- dal 5º giorno successivo alla presentazione della domanda negli altri casi.

Il lavoratore deve comunicare immediatamente:
- rioccupazioni anche di breve durata (anche di un giorno) (decadenza d'ufficio);
- cambi di indirizzo;
- cambio delle coordinate bancarie.

#### Requisiti
Per ottenerla bisogna essere assicurati all'INPS da almeno due anni e avere almeno 52 contributi settimanali per la disoccupazione nel biennio precedente la data di cessazione del rapporto di lavoro.
Non spetta ai lavoratori che si dimettano volontariamente, a meno che non si tratti di dimissioni per giusta causa (mancato pagamento della retribuzione, molestie sessuali, variazioni peggiorative delle mansioni ecc.).

#### Durata ed importo
La durata dell'indennità di disoccupazione è di 8 mesi per i lavoratori fino a 49 anni e 12 per coloro che hanno superato i cinquanta anni di età. L'importo è calcolato in base alla retribuzione percepita nei due anni precedenti la cessazione del rapporto di lavoro, nei limiti di un importo massimo mensile lordo, stabilito per legge.
Per il 2009 l'importo massimo è di € 886,31 elevato a € 1.065,26 per i lavoratori che possono far valere una retribuzione mensile lorda superiore a € 1.917,48. La percentuale di indennizzo è pari al 60% della media delle ultime tre mensilità per i primi 6 mesi, al 50% per il settimo e l'ottavo mese e al 40% per i mesi successivi fino al dodicesimo per i lavoratori ultra cinquantenni.

#### Termini per la presentazione
Il trattamento si interrompe quando il lavoratore:
- ha percepito tutte le giornate d'indennità spettanti
- inizia un nuovo lavoro
- diventa titolare di pensione diretta
- rifiuta di essere avviato ad un progetto individuale di reinserimento nel mercato del lavoro;
- non accetta l'offerta di un lavoro inquadrato in un livello retributivo non inferiore al 20% rispetto a quello delle mansioni di provenienza;
- non accetta di essere impiegato in opere o servizi di pubblica utilità;
- viene cancellato dalle liste di disoccupazione.

#### Pagamento
L'indennità può essere riscossa:
- con bonifico bancario o postale;
- allo sportello di un qualsiasi ufficio postale del territorio nazionale.

Nel caso di accredito in conto corrente bancario o postale devono essere indicati anche gli estremi dell'ufficio pagatore presso cui si intende riscuotere la prestazione, nonché il codice IBAN.